# Rivas (Nicaragua)
Pour les articles homonymes, voir Rivas.
Rivas est une ville du sud-ouest du Nicaragua et la capitale du département du même nom. Elle compte environ 54 000 habitants en 2019.

## Situation géographique
La ville se trouve au sud du Nicaragua, à une trentaine de kilomètres de la frontière nationale avec le Costa Rica. Située au bord de la route Panaméricaine, Rivas est la première ville que rencontrent les voyageurs et les migrants remontant du sud vers le nord – et inversement – la dernière pour ceux qui vont au sud. Cette situation en fait une ville-étape et de transit, un carrefour permanent. Le centre-ville se situe cependant à quelque distance de la Panaméricaine.
D'un point de vue touristique, Rivas se trouve également à une vingtaine de kilomètres de San Juan del Sur, la principale station balnéaire du sud du pays, sur la côte pacifique. 
À l'est de Rivas, les deux volcans de l'île d'Ometepe,  le Conception et le Maderas,  figurent en permanence dans le paysage tant ils sont proches. Sans être sur les rives du lac Nicaragua, Rivas est en effet à quelques kilomètres seulement du port d'embarquement vers l'île où des liaisons maritimes sont régulièrement assurées vers le petit port de Moyogalpa ou pour la traversée du lac, en direction de la côte atlantique via le Río San Juan.

## Histoire
Avant que ne soit ouvert le canal de Panama, la traversée du continent américain se faisait par le lac Nicaragua, relié à l'Atlantique par le Rio San Juan et séparé du Pacifique par une trentaine de kilomètres de terres au relief peu accentué. Rivas constituait de la sorte une étape incontournable pour les voyageurs souhaitant aller d'un océan à l'autre. Cette situation lui valut par ailleurs d'être le théâtre d'affrontements dans le cadre de l'aventure de William Walker. Cet aventurier américain tenta, entre 1855 et 1860, de prendre possession du Nicaragua et d'une partie du Costa Rica, alors en proie à de vives tensions sociales et politiques.

## Tourisme
Rivas ne peut rivaliser avec les villes « historiques » du centre du Nicaragua ; néanmoins son environnement agricole vaut de s'y arrêter quelques heures ou quelques jours. L'essentiel des campagnes autour de la ville est planté de bananiers et de cannes à sucre, sur de vastes étendues séparées par des chemins carrossables bordés d'arbres.
La ville comporte tout de même un petit musée témoignant des quelques découvertes réalisées de manière fortuite sur son territoire, ainsi que de la diversité de son environnement naturel.
Enfin, la position de Rivas en fait une étape intéressante et bon marché pour des excursions d'un jour à Ometepe ou San Juan, voire les villes situées au centre du pays. Rivas dispose en effet d'une gare de bus desservant tout le pays.
On y trouve le sanctuaire Jésus-le-Sauveur au lieudit Popoyuapa, que l’Église catholique reconnaît comme sanctuaire national depuis 2013.

## Services
Rivas dispose de tous les services communaux, publics et privés en matière de santé, d'enseignement ou de sécurité. 

## Personnalités liées à la ville
- Ascensión Esquivel Ibarra, homme d'État et président costaricain, né le 10 mai 1844 à Rivas ;
- Francisco Urcuyo Maliaños, président éphémère du Nicaragua, né le 31 juillet 1915 à Rivas.
- Violeta Barrios de Chamorro, femme d'État nicaraguayenne, né le 18 octobre 1929 à Rivas.